# Hello Kitty Island Adventure
Hello Kitty Island Adventure — компьютерная игра 2023 года, основанная на бренде Hello Kitty. Она была выпущена для Apple Arcade 28 июля 2023 года, для Windows и Nintendo Switch — 30 января 2025 года.

## Игровой процесс
Действие Hello Kitty Island Adventure происходит на острове, населённом персонажами Sanrio. Геймплей включает в себя приключения и решение головоломок, при этом новые области добавляются регулярно.

## Разработка
Hello Kitty Island Adventure была разработана игровой студией Sunblink Entertainment, базирующейся в Боулдере. В интервью с TouchArcade два сотрудника студии, Челси Хоу и Том Блинд, заявили, что они хотели создать игру, сочетающую уютные симуляторы, такие как Animal Crossing, с более исследовательским геймплеем.
Критики и фанаты отметили, что игра носит то же название, что и вымышленная игра, о которой Баттерс из «Южного парка» упоминает в шутку в эпизоде 2006 года «Занимайтесь любовью, а не Warcraft’ом». Это упоминание стало интернет-мемом, используемым как сокращенное обозначение для казуальных игр. Позже компания Sanrio использовала этот мем в своих розыгрышах. Однако было заявлено, что данная игра не связана и не является ответвлением сериала «Южный парк».

## Выпуск
Оригинальная игра была выпущена 28 июня 2023 года эксклюзивно для Apple Arcade.
В июньском выпуске Nintendo Direct 2024 года была анонсирована версия для Nintendo Switch и Windows, а также для PlayStation 4 и PlayStation 5, с запланированным выпуском в 2025 году.
Релиз игры на Nintendo Switch и Windows состоялся 30 января 2025 года.

## Оценки
| Русскоязычные издания | Русскоязычные издания |
| Издание               | Оценка                |
| --------------------- | --------------------- |
| StopGame.ru           | «Изумительно»         |

Согласно агрегатору рецензий Metacritic, игра получила «в основном положительные» отзывы на основе 13 рецензий.
Игра была удостоена награды «Игра года Apple Arcade» на церемонии награждения App Store Awards 2023 года. Она также была номинирована на звание «Лучшая мобильная игра» на The Game Awards 2023.